# Alan Rufus

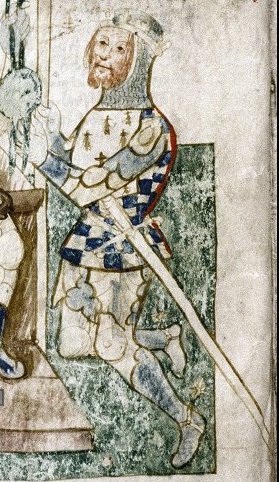
Alan Rufus

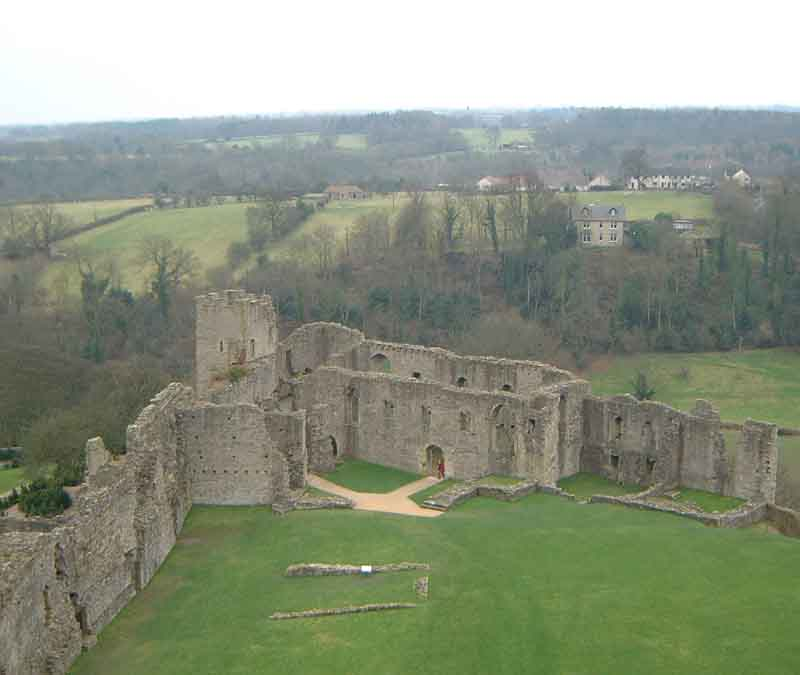
Richmond Castle

Alan Rufus (alternatieve namen Alanus Rufus (Latijn), Alan ar Rouz (Bretons), Alain le Roux (Frans) of Alan the Red (Engels)) (ca. 1040 - 1089), eerste Heer van Richmond, was tijdens de Normandische verovering van Engeland een van de metgezellen van Willem de Veroveraar (hertog Willem II van Normandië). Hij was de tweede zoon van Eozen Penteur (ook bekend als Odo of Eudo, graaf van Penthièvre) en Orguen Kernev (ook wel bekend als Agnes van Cornouaille). 
Rond 1071 ontving Rufus uit handen van Willem de Veroveraar de 'Honour of Richmond'. 